# Navsari
Navsari – miasto w Indiach, w stanie Gudźarat. W 2011 roku liczyło 171 109 mieszkańców.